# Clinopodium capitellatum
Clinopodium capitellatum — вид квіткових рослин з родини глухокропивових (Lamiaceae).

## Поширення
Ендемік Індії (Тамілнад, Чаттісгарх, Мадх'я-Прадеш, Махараштра).
Росте на схилах пагорбів і берегах струмків.